# Moto E7
Moto E7 (стилізовано як moto e7) — лінія смартфонів від компанії Mototola Mobility, що входить у серію Moto E. Лінія складається з Moto E7, E7 Plus, E7 Power та E7i Power. Також в Китаї Moto E7 Plus був випущений під брендом Lenovo як Lenovo K12, а Moto E7i Power в деяких країнах продається як Lenovo K13.
В Україні офіційно продаються всі моделі крім Moto E7.

## Дизайн

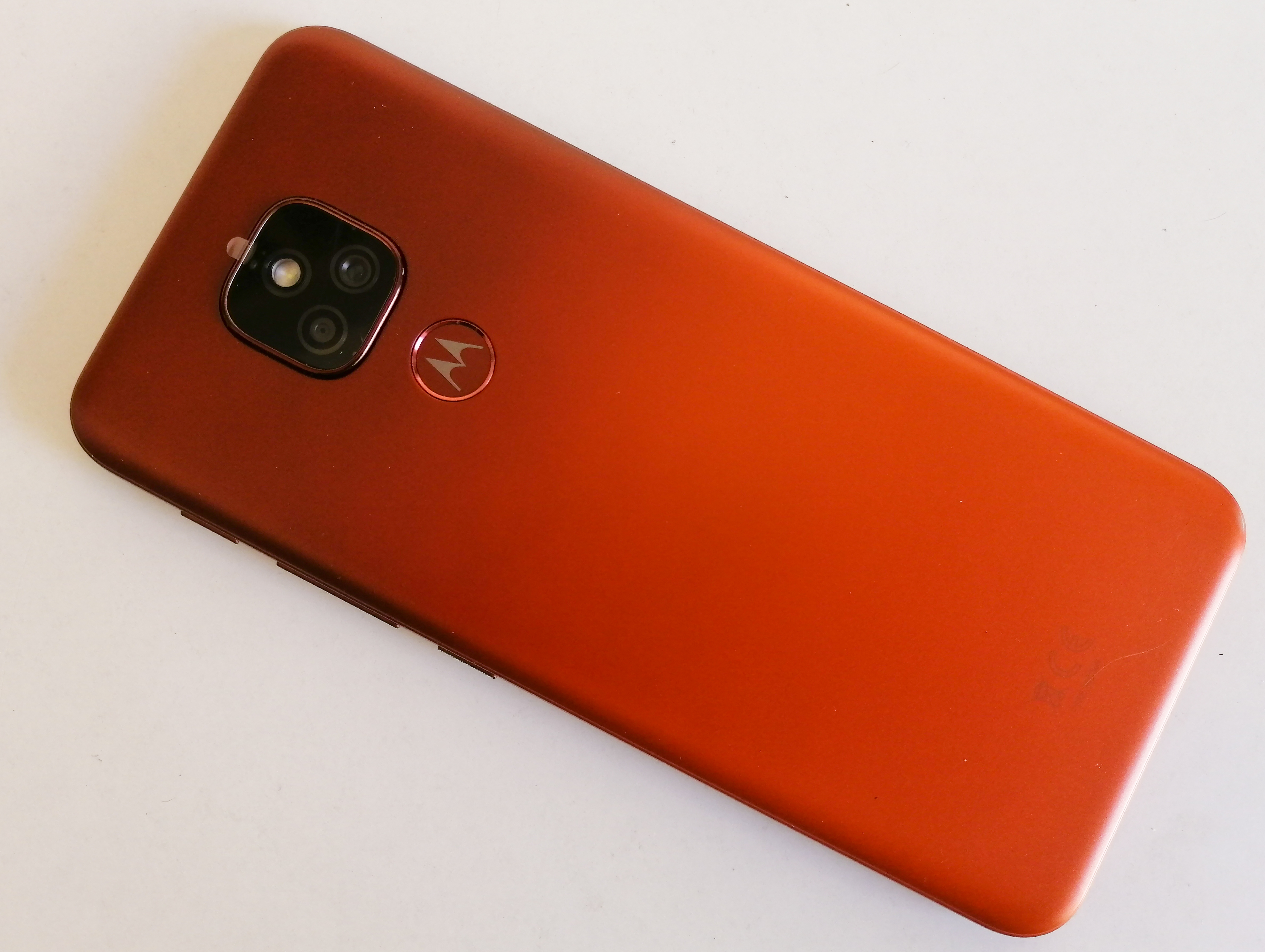
Задня панель Moto E7 Plus в кольорі Amber Bronze

Екран виконаний зі скла. Корпус виконаний з пластику.
В Moto E7 знизу розміщені роз'єм USB-C, динамік та мікрофон. Зверху розташований 3.5 мм аудіороз'єм. З лівого боку розташовані кнопка виклику Google Асистента та гібридний слот під 2 SIM-картки або 1 SIM-картку і карту пам'яті формату microSD до 512 ГБ. З правого боку розміщені кнопки регулювання гучності та кнопка блокування смартфону.
В Moto E7 Plus знизу розміщені роз'єм microUSB, динамік та мікрофон. Зверху розташовані другий мікрофон та 3.5 мм аудіороз'єм. З лівого боку розташований гібридний слот під 2 SIM-картки або 1 SIM-картку і карту пам'яті формату microSD до 512 ГБ. З правого боку розміщені кнопки регулювання гучності та кнопка блокування смартфону.
В Moto E7 Power та E7i Power знизу розміщені роз'єм USB-C та мікрофон. Зверху розташований 3.5 мм аудіороз'єм. З лівого боку розташований гібридний слот під 2 SIM-картки або 1 SIM-картку і карту пам'яті формату microSD до 1 ТБ. З правого боку розміщені кнопки регулювання гучності, кнопка блокування смартфону та кнопка виклику Google Асистента.
Сканер відбитків пальців в усіх моделях знаходиться на задній панелі.
Moto E7 продавався в кольорах Mineral Gray (сірий), Aqua Blue (синій) та Satin Coral (червоний).
Moto E7 Plus продавався в кольорах Misty Blue (синій) та Amber Bronze (коричневий). В Україні смартфон доступний тільки в кольорі Misty Blue.
Moto E7 Power та E7i Power продаються в кольорах Tahiti Blue (синій) та Coral Rede (червоний).

## Технічні характеристики

### Платформа
Moto E7 та E7 Power отримали процесор MediaTek Helio G25 та графічний процесор PowerVR GE8320.
Moto E7 Plus отримав процесор Qualcomm Snapdragon 460 та графічний процесор Adreno 610.

### Батарея
Moto E7 отримав батарею об'ємом 4000 мА·год, а всі інші моделі — 5000 мА·год.

### Камери
Moto E7 отримав основну подвійну камеру 48 Мп, f/1.7 (ширококутний) з фазовим автофокусом + 2 Мп, f/2.4 (макро). Фронтальна камера отримала роздільність 5 Мп та світлосилу f/2.2. Основна та фронтальна камера вміють записувати відео в роздільній здатності 1080p@30fps.
Moto E7 Plus отримав основну подвійну камеру 48 Мп, f/1.7 (ширококутний) з фазовим автофокусом + 2 Мп, f/2.4 (сенсор глибини) зі здатністю запису відео в роздільній здатності 1080p@60fps. Фронтальна камера отримала роздільність 8 Мп, світлосилу f/2.2 та можливість запису відео у роздільній здатності 1080p@30fps.
Moto E7 Power та E7i Power отримали основну подвійну камеру 13 Мп, f/2.0 (ширококутний) з фазовим автофокусом + 2 Мп, f/2.4 (макро). Фронтальна камера отримала роздільність 5 Мп та світлосилу f/2.2. Основна та фронтальна камера вміють записувати відео в роздільній здатності 1080p@30fps.

### Екран
Екран IPS LCD, 6.5" у E7 та 7 Plus і 6.51" у E7 Power та E7i Power, HD+ (1600 × 720) зі щільністю пікселів 269 ppi, співвідношенням сторін 20:9 та краплеподібним вирізом під фронтальну камеру.

### Пам'ять
Moto E7 та E7 Power продаються в комплектаціях 2/32 та 4/64 ГБ. В Україні Moto E7 Power продається тільки в комплектації 4/64 ГБ.
Moto E7 Plus продавався в комплектації 4/64 ГБ.
Moto E7i Power продається в комплектації 2/32 ГБ.

### Програмне забезпечення
Смартфони працюють на Android 10.